# Здание четырёх судов
«Четыре суда» (англ. Four Courts, ирл. Na Ceithre Cúirteanna) — один из основных памятников дублинского классицизма. Ныне это общественное здание на берегу реки Лиффи занимают главные судебные учреждения Ирландии: Верховный суд, Высокий суд и окружной суд Дублина. До 2010 года здесь также размещался Центральный уголовный суд Ирландии.

## Строительство
Строительство началось в 1776 году по проекту Томаса Кули. Здание первоначально предназначалось для Национального архива Ирландии. В 1784 году Кули умер, и для завершения строительства был приглашён архитектор Джеймс Гэндон. В основном строительство было завершено к 1796 году, но отдельные элементы здания достраивались до 1802 года. Земельный участок, где располагалось здание, первоначально принадлежал адвокатской палате Ирландии. После завершения строительства в здании разместились четыре главных суда Ирландии, откуда и пошло название здания. Это исторически установившееся название сохранилось и после судебной реформы в Ирландии в конце XIX века, и после судебной реформы 1924 года, проведённой Ирландским Свободным государством.

## Разрушение

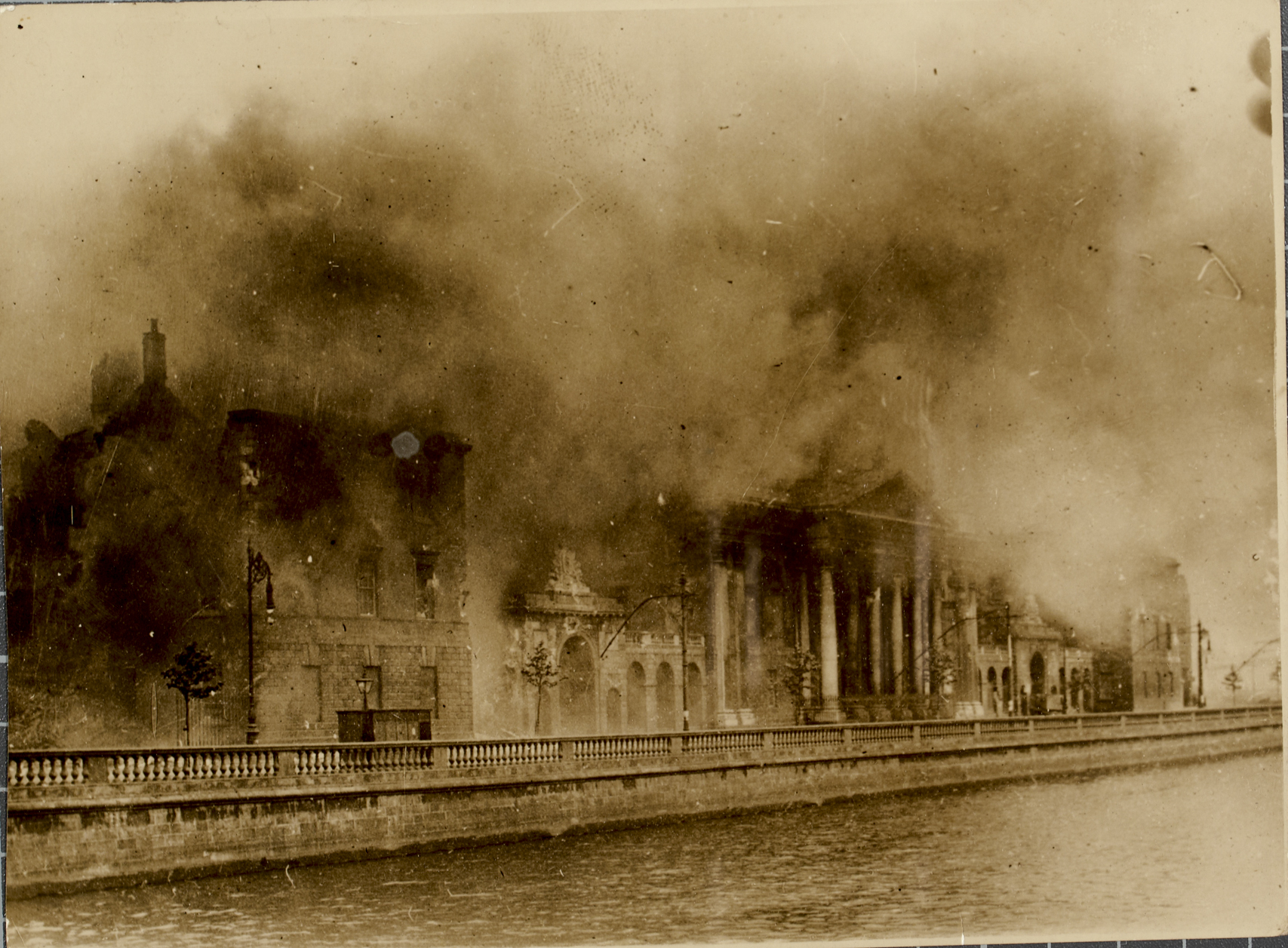
Пожар в здании четырёх судов во время гражданской войны.

Во время борьбы за независимость Ирландии здание четырёх судов серьёзно пострадало в ходе боевых действий. Во время Пасхального восстания оно было занято батальоном повстанцев под командованием Неда Дейли, после чего подверглось бомбардировке британской артиллерии, во время которой центр Дублина был частично разрушен. Ещё больший урон зданию был нанесён во время гражданской войны. 14 апреля 1922 оно было занято частями республиканцев во главе с Рори О’Коннором. После нескольких месяцев противостояния, части Временного правительства Ирландии по приказу командующего Майкла Коллинза атаковали здание, что привело к неделе боевых действий в Дублине. В ходе обстрела 29 июня историческое здание было разрушено. 30 июня уже при сдаче защитников здания в его западном крыле произошёл мощный взрыв, уничтоживший Национальный архив Ирландии, расположенный в задней части здания. В результате этого взрыва погибли ценные архивные документы почти за тысячу лет. По поводу причин взрыва нет единого мнения. Есть оценки, что архив был заминирован и подорван республиканцами. Сторонники республиканцев, в частности будущий премьер-министр Ирландии Шон Лемасс, отрицали преднамеренный характер взрыва, утверждая, что они использовали архив как хранилище боеприпасов, а взрыв был вызван их случайной детонацией.

## Восстановление здания и дальнейшая история
После разрушения здания четырёх судов высшие судебные учреждения Ирландии располагались в Дублинском замке. В 1932 году старинное здание четырёх судов было восстановлено, но большая часть старинного интерьера оригинального здания были утрачена (отчасти из-за того, что многие архивные документы о его строительстве были утрачены при взрыве 1922 года). Два боковых крыла здания при реконструкции были передвинуты подальше от реки, чтобы расширить проход для пешеходов по набережной. Ряд изменений в деталях (частности, демонтаж дымовых труб), тем не менее, не помешали сохранить единство архитектурного стиля. созданного Гэндоном в 1796 году.
В начале 1990-х годов главный судья Ирландии предложил построить отдельное специальное здание для размещения Верховного суда Ирландии, при сохранении остальных судов в историческом здании, но до настоящего времени это предложение не реализовано.
В 2010 году было построено отдельное здание для Центрального уголовного суда возле Феникс-парка, и уголовное делопроизводство было перемещено туда.
В настоящее время в здании четырёх судов ведётся только судопроизводство по гражданским делам, при этом историческое название здания сохраняется.